# Piotr Klemensiewicz
Piotr Klemensiewicz, né le 11 février 1956 à Marseille où il est mort le 4 octobre 2023, est un peintre et sculpteur français d'origine polonaise, connu pour ses œuvres autobiographiques et intimistes.

## Biographie
Piotr Klemensiewicz naît en 1956 à Marseille, fils d'une mère et d'un père résistants polonais durant la Seconde Guerre mondiale installés à Marseille après la guerre.
Il étudie à l'école supérieure des beaux-arts de Marseille, dont il sort diplômé en 1979, et où il enseigne à partir de 1986.
Son activité d'enseignement ne l'empêche pas de créer une œuvre singulière, autobiographique et intimiste, marquée par le mystère, dans laquelle il poursuit une recherche sur la transcription du paysage, à travers des séries qu'il expose régulièrement en France et à l'étranger.
Il partage son temps entre sa ville natale, Berlin où il a installé un atelier, et son atelier situé au pied de la montagne de Lure dans les Alpes-de-Haute-Provence. Il a effectué des séjours en Corée du Sud et au Canada, où il a enseigné à l'UQAM de Montréal.
Il est notamment reconnu pour son travail sur la couleur, qu'il considère comme « le principal vecteur du langage pictural » : « les couleurs, dit-il, ont un langage visuel propre qui fait taire les mots. »
En 2005, les éditions Actes Sud publient une première rétrospective de l'œuvre de Piotr Klemensiewicz, retraçant les différentes étapes du travail de l'artiste, commentées par plusieurs critiques d'art comme Olivier Kaeppelin, Sally Bonn ou Bernard Millet.
En 2007, le musée des Tapisseries et le Pavillon Vendôme d'Aix-en-Provence lui consacrent une exposition qui fait l'objet d'une nouvelle monographie Nuance éditée par les éditions Archibooks avec un texte de Brice Matthieussent.
En septembre 2017, une monographie retraçant les travaux depuis 2010 est publié par Archibooks avec des textes d'Isabelle Laban-Dal Canto, Larissa Kikol et Sally Bonn, à l'occasion de l'exposition « Terrestre (paysages) » au musée de Salagon à Mane.
En juillet 2020, Klemensiewicz expose à l'abbaye de Silvacane, à La Roque d'Anthéron un ensemble d'œuvres, dont certaines spécialement conçues pour le lieu, cinq séries dans cinq salles non pas en relation avec la fonction originelle des pièces, mais en relation avec l'architecture intérieure et leur atmosphère : dans le réfectoire, Photographies d'une petite rivière, qui sont des éléments de la nature, des tableaux qui expriment la sensation de la nature, dans lesquels il n'y a pas de ciel et il n'y a pas de sol, et qui, de ce fait, ne sont pas des paysages, et montrent juste un rapport à l'espace du tableau, avec ses couleurs et ses formes ; Petites maisons, une série qu'il poursuit depuis trente ans, dans le dortoir ; dans le chauffoir, des peintures acryliques sur toile de la série Maison mères, qui peuvent s'associer soit en diptyque, triptyque ou polyptyque et être ainsi perçues comme une fresque ; Kilims afghans disposés comme des tapisseries dans la salle capitulaire ; et dans l'église un grand paravent intitulé Èvetemada, une œuvre constituée de trois tableaux issus d'une série plus ancienne, qui est le « palindrome d'Adam et Ève qui parle de choses que l'on recouvre, en particulier, des formes humaines, végétales. C'est tout ce jeu de bandes de couleurs. »
Klemensiewicz estime qu'il y a dans ses œuvres « une dimension autobiographique qui dépasse la question de la peinture et de la forme. C'est tout simplement mes humeurs, c'est ma vie, c'est les autres, c'est les voyages, c'est plein de choses. Si on commence à réfléchir quelle est la nécessité de faire tout ça, ça me coupe les mains ! J'ai absolument pas envie de penser que je fais de la peinture pour quelque chose de précis[réf. nécessaire]. »
Il meurt le 5 octobre 2023 dans le 12e arrondissement de Marseille à l'âge de 67 ans, des suites d'une longue maladie.

## Œuvres (séries)
Animaux, Tables, Arbres à boules, Échelles, antennes et fruits de la tête, Maisons, Jazz, Nuages, Sur fond damier, Têtes, 8F, Réservoirs, Petites planètes, Architectures, Ciel en damier d'étoiles, Petits damiers, Encombrements, Colonnes, Encriers, Autoportraits, Tablettes, Gouttières, Cartes de mémoire, NBT, Never Been There, EvetemadA, Photographie d’une petite rivière...

## Expositions

### Expositions personnelles
- 1985 : Galerie Gabrielle Bryers, New York
- 1985 : Galeries Saluces, Avignon
- 1986 : ARCA, Centre d'art contemporain, Marseille
- 1986 : Abbaye Saint-Philibert, musée Greuze, Tournus
- 1986 : Galerie Gutharc-Ballin, Paris
- 1988 : Centre d'arts plastiques, Saint-Fons
- 1988 : Centre d'art contemporain de Meymac
- 1988 : Musée des beaux-arts, Carcassonne
- 1990 : Musée d'art de Toulon
- 1990 : Galerie Art Concept Olivier Antoine, Nice
- 1991 : Galerie de Marseille, Marseille
- 1991 : Galerie Gutharc-Ballin, Paris
- 1992 : Arthotèque Antonin Artaud, Marseille
- 1992 : FRAC Basse-Normandie, Hérouville Saint-Clair
- 1993 : Galerie de l'école des beaux-arts, Metz
- 1993 : Musée des beaux-arts et centre d'art contemporain, Montbéliard
- 1993 : FRAC Corse, Corte
- 1994 : Galerie Montenay, Paris
- 1995 : Ambassade de France, Services culturels, New York
- 1995 : Espace 13, Art contemporain, Aix-en-Provence
- 1997 : Galerie Park Ryu Sook, Séoul
- 1998 : Galerie Montenay-Giroux, Paris
- 1998 : Vacances Bleues Mécénat, Marseille
- 1998 : Palais des Évêques, Saint-Lizier
- 1998 : Coutts Bank , Monaco
- 1999 : Galerie du tableau, Marseille
- 1999 : Galerie del'UQAM, Montréal
- 2000 : Discreet Logic, Montréal
- 2007 : Nuance, musée des Tapisseries et Pavillon Vendôme Aix-en-Provence
- 2009 : Ménerbes, galerie Sandrine Mons, Nice
- 2011 : Galerie Siyah Beyaz, Ankara
- 2011 : Contemporary Istanbul Art Fair, Galerie Alta Fine Arts, Istanbul
- 2012 : Never been there, galerie Beaudoin-Lebon, Paris
- 2014 : Tableau d'une petite rivière, galerie Art Est-Ouest, Marseille
- 2014 : Terrestre, galerie Sandrine Mons, Nice
- 2015 : Galerie Siyah Beyaz, Ankara
- 2015 : Galerie Jacques Jaubert, Lurs
- 2017 : Musée de Salagon, Mane.
- 2020 : Abbaye de Silvacane, La Roque-d'Anthéron

### Expositions collectives
- 1986 : Philippe Charpentier, Piotr Klemensiewicz, Pierre et Gilles, Serge Plagnol…, Galerie Saluces, Avignon[4]
- 1987 : Marseille-Nice, commissaire Ben, Musée d'art de Toulon
- 1991 : Réserves de mémoires, commissaires Bernard Millet et Frédéric Valabrègues, Frac Paca, Marseille
- 2004 : La Peau du chat - Carlota Charmet et les collectionneurs, centre d'art de l'Yonne, Tanlay, puis Arthothèque, Caen

### Filmographie, vidéo
- Piotr Klemensiewicz, film de Claude Mossessian sur l'exposition Never Been There, galerie Baudoin Lebon, Paris, 2012
- Présentation de l'exposition Terrestre (paysages) du 14 avril au 15 décembre 2017 au musée de Salagon
- Piotr Klemensiewicz parle de son exposition à l'abbaye de Silvacane à La Roque-d’Anthéron du 2 juillet au 3 octobre 2020, ProjecteurTV.Com, 13 juillet 2020